# Ziekte van Whipple
De ziekte van Whipple of lipodystrophia intestinalis is een zeldzame systemische infectie, die zeer waarschijnlijk wordt veroorzaakt door de grampositieve bacterie Tropheryma whipplei, die in 1907 is beschreven door George Whipple. De meest voorkomende presentatie van de ziekte is in de darm waardoor malabsorptie ontstaat. Onbehandeld is de ziekte meestal binnen een jaar dodelijk. Mogelijk is de ziekte het gevolg van een afwijkende reactie van het immuunsysteem op deze bacterie, die ook bij gezonde mensen kan worden aangetroffen. De ziekte komt vooral voor bij mannen (ca. 80-90%) boven de 40 jaar. Er lijkt een associatie te zijn met HLA-B27. De ziekte van Whipple wordt niet gevonden bij aidspatiënten, wat een aanwijzing is voor de rol van het immuunsysteem bij het ontstaan.

## Symptomen
Klassieke symptomen zijn malabsorptie, artritis en/of artralgie, koorts en diarree. De meeste patiënten vallen af in gewicht. Hiernaast kunnen hart (endocarditis), longen, ogen (uveïtis) en hersenen zijn aangedaan. De neurologische afwijkingen bij deze ziekte zijn zeer divers en gaan geregeld samen met psychiatrische afwijkingen. Een ander opvallend symptoom is de soms donkere verkleuring van de huid.

## Diagnose
De diagnose wordt vooral gesteld op de symptomen en de resultaten van een darmbiopsie. In de darm worden bij een PAS-kleuring macrofagen gevonden die de bacteriën hebben opgenomen. Dit beeld van de macrofagen is niet specifiek omdat het ook bij andere infecties kan voorkomen. Verder is het mogelijk een PCR te doen gericht op 16S RNA van de bacterie. Deze PCR kan ook op andere weefsels dan de darm worden uitgevoerd.

## Behandeling
Tot voor kort bestond de behandeling uit het gedurende 1 à 2 jaar geven van een antibioticum uit de groep van de tetracyclinen. De ziekte komt na deze behandeling in circa 25 % van de gevallen toch terug. Een alternatief is behandeling met co-trimoxazol, dat beter de bloed-hersenbarrière passeert, maar ook dit helpt niet altijd. Recent is voorgesteld om patiënten met de ziekte van Whipple zonder neurologische afwijkingen te behandelen met doxycycline en hydroxychloroquine. In de overige gevallen zou co-trimoxazol nog moeten worden toegevoegd. De hydroxychloroquine maakt de fagosoom in de macrofagen alkalisch, wat de daar verblijvende bacteriën hindert. De beste behandelduur is niet bekend maar verwacht wordt dat 12 à 18 maanden voldoende zal zijn.